# Liste des espèces du genre Panicum

La liste des espèces du genre Panicum comprend près de 450 espèces acceptées.
Selon la base de données de The Plant List, 1787 espèces de Panicum ont été décrites, dont 442 sont des espèces acceptées, 1147 des synonymes et 198 sont en attente d'évaluation.

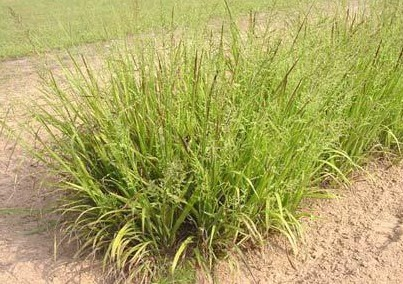
Panicum anceps.

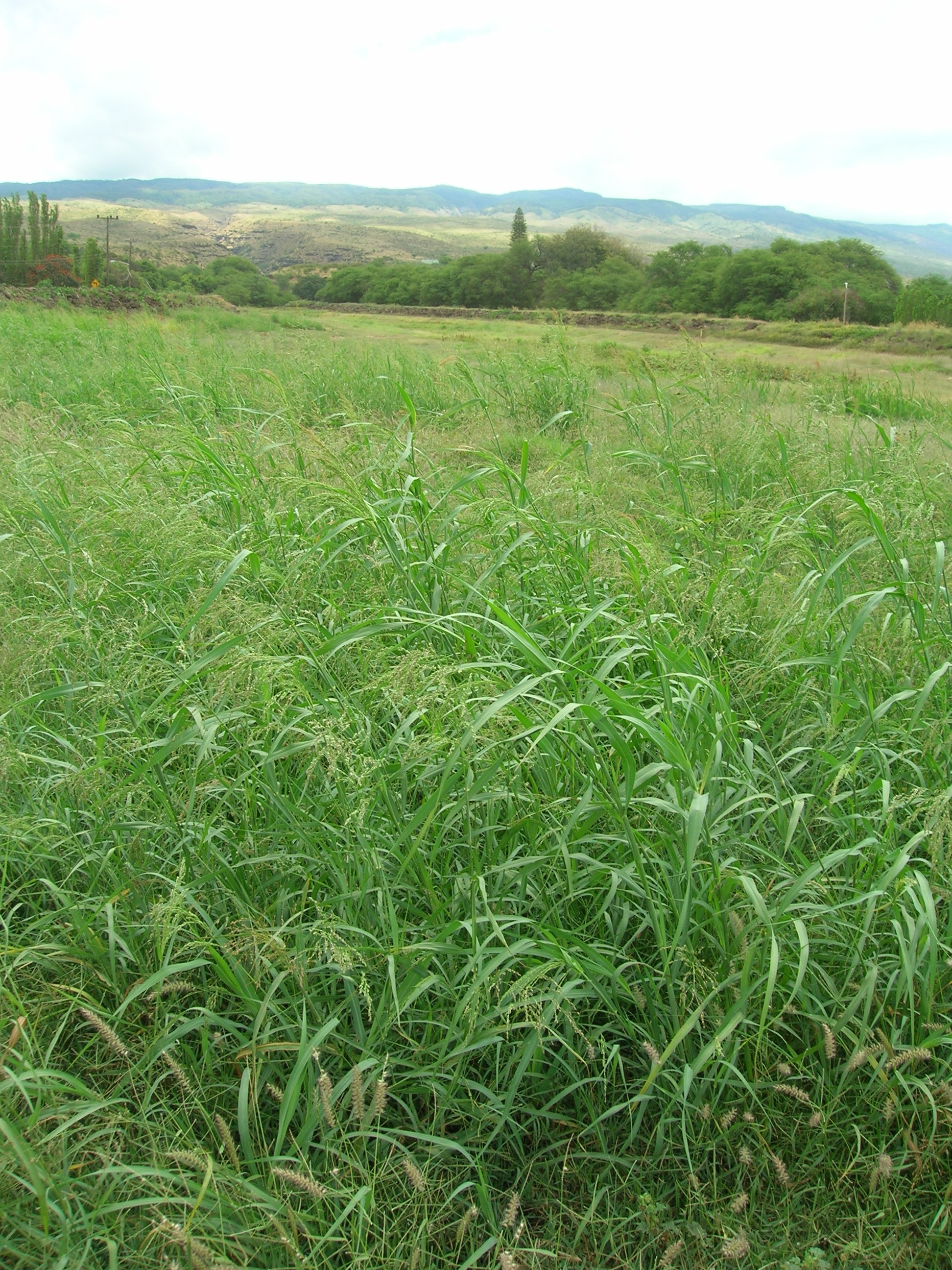
Panicum antidotale.

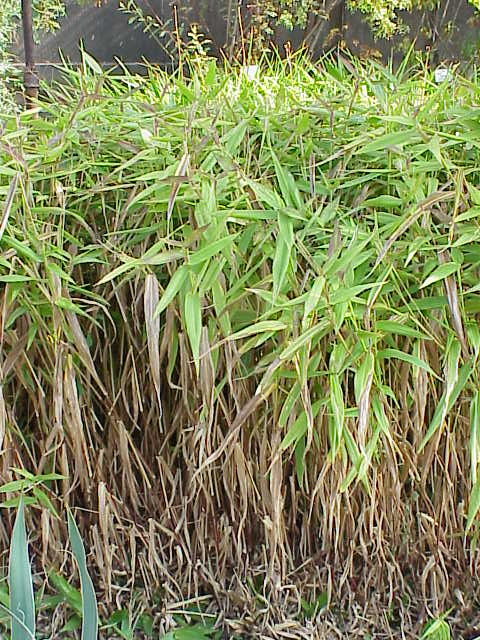
Panicum clandestinum.

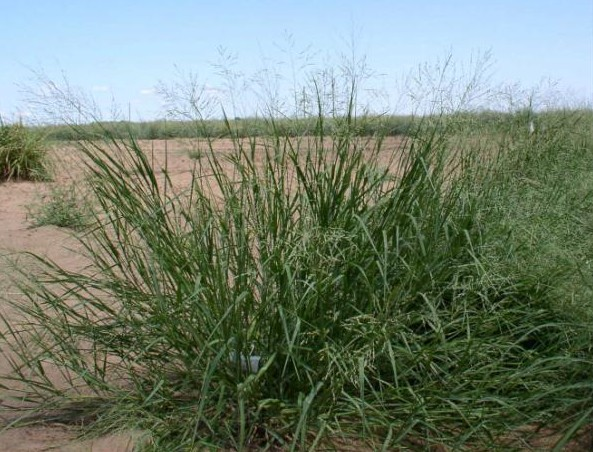
Panicum coloratum.

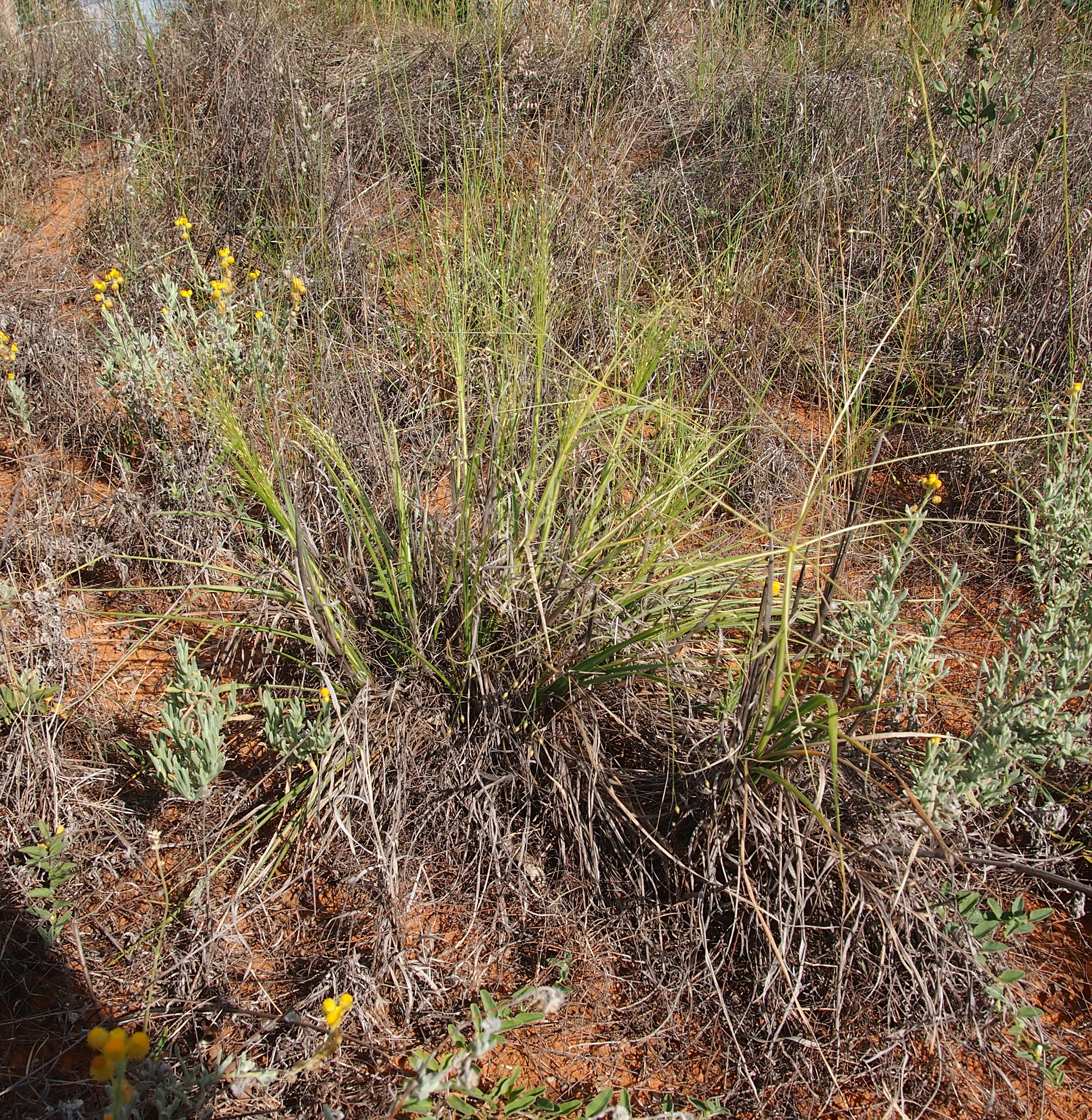
Panicum decompositum.

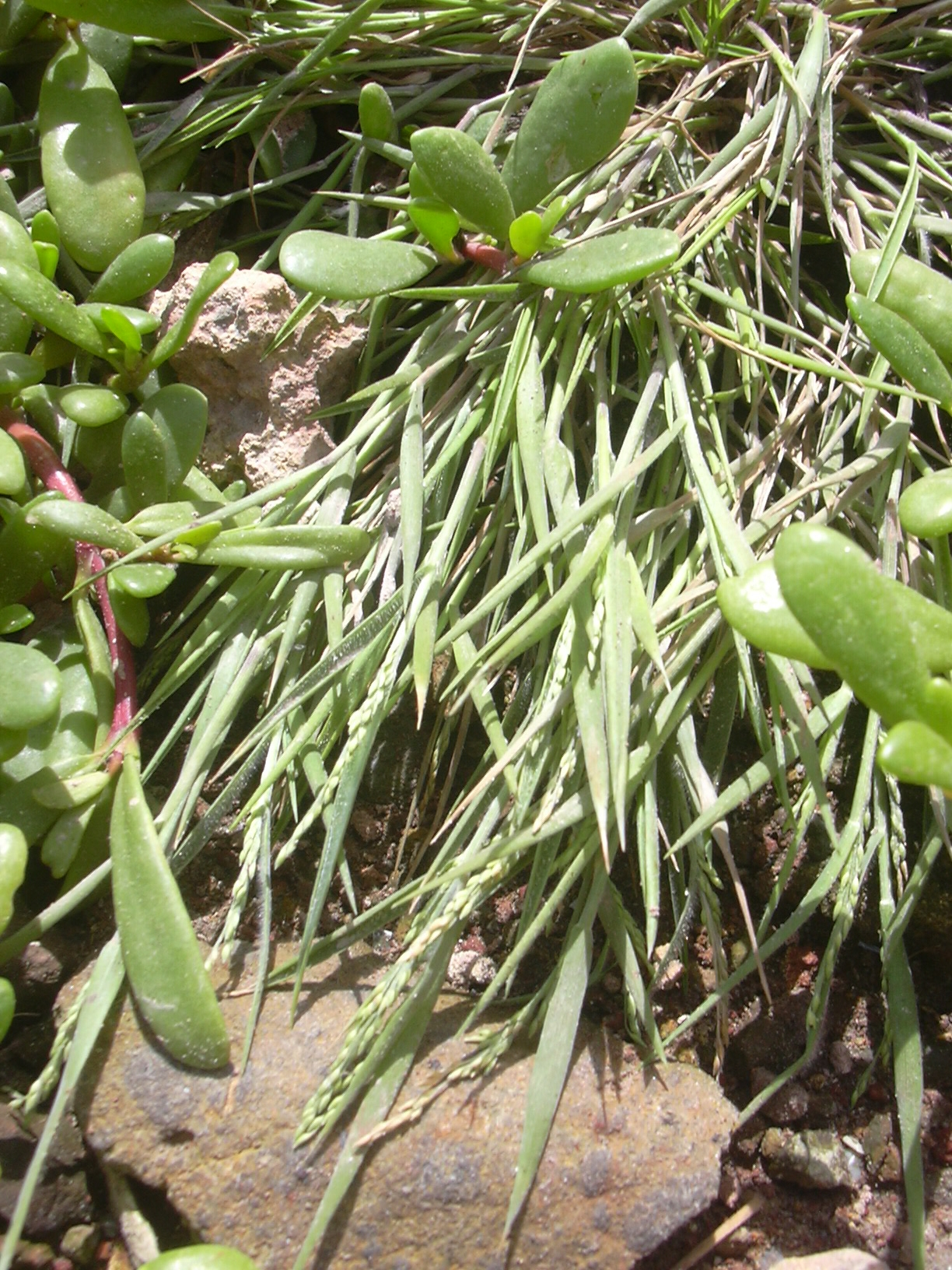
Panicum fauriei.

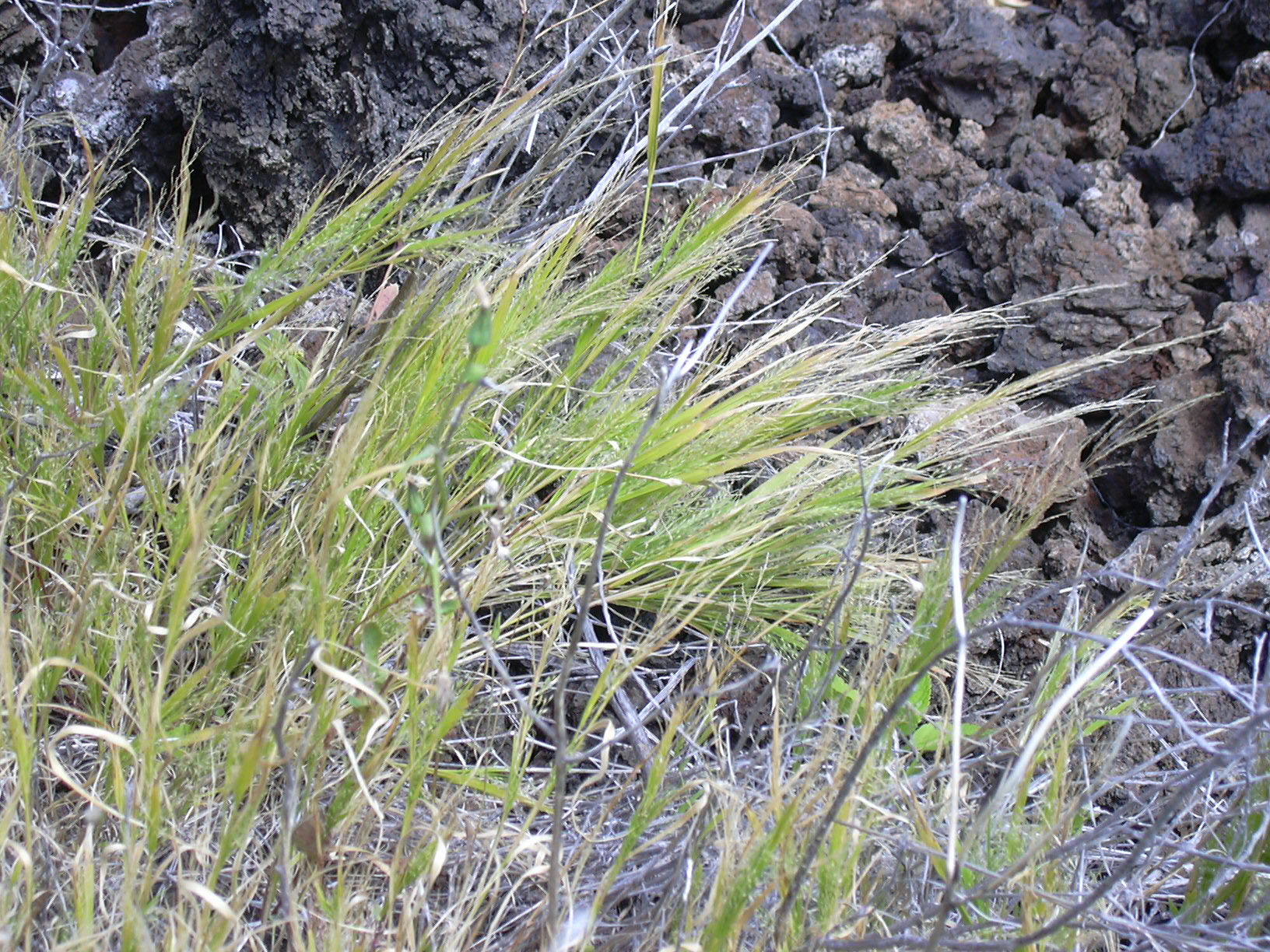
Panicum konaense.

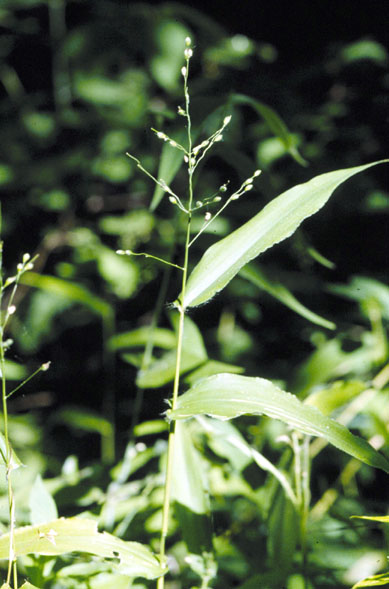
Panicum latifolium.

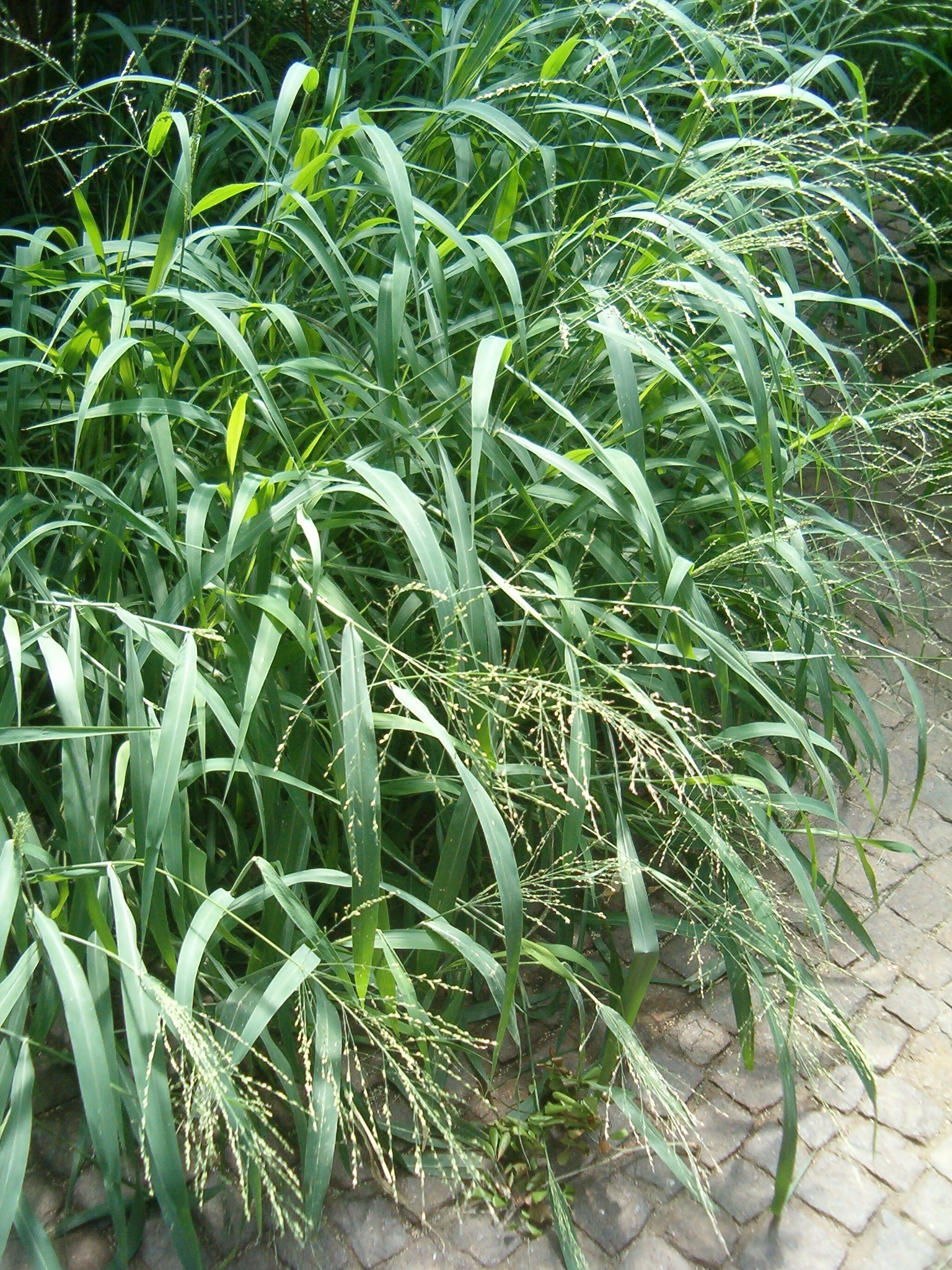
Panicum maximum.

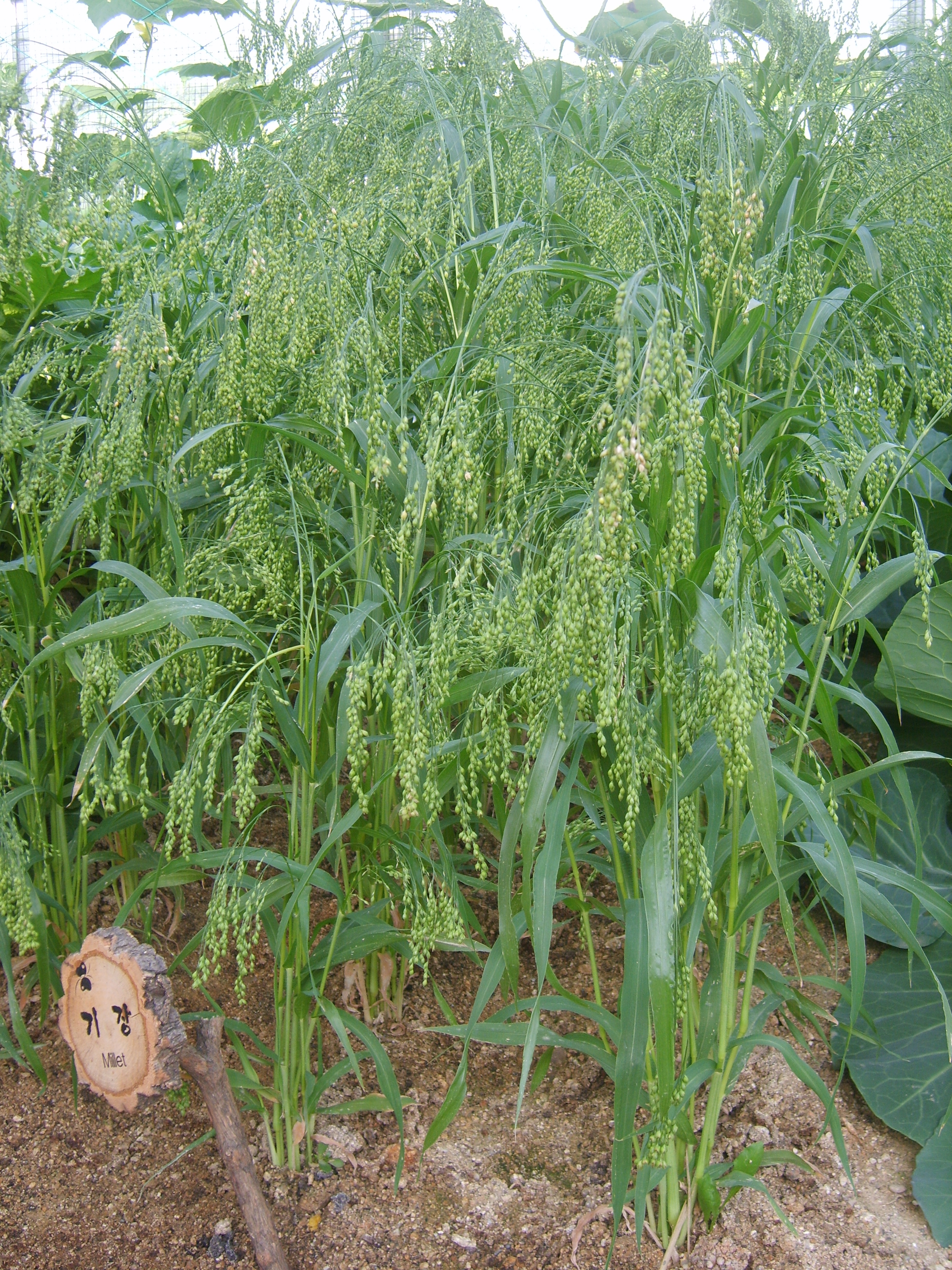
Panicum miliaceum.

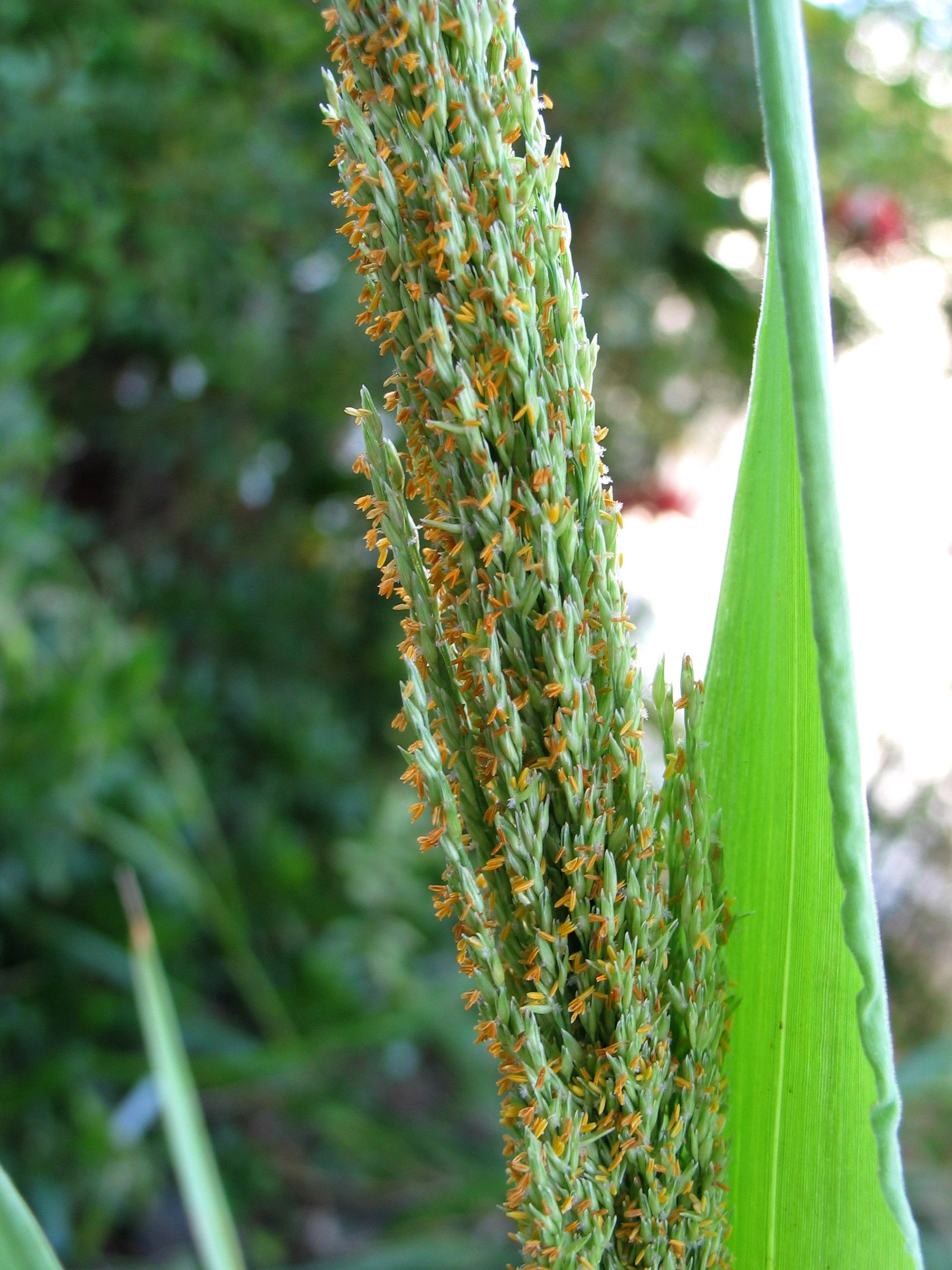
Panicum niihauense.

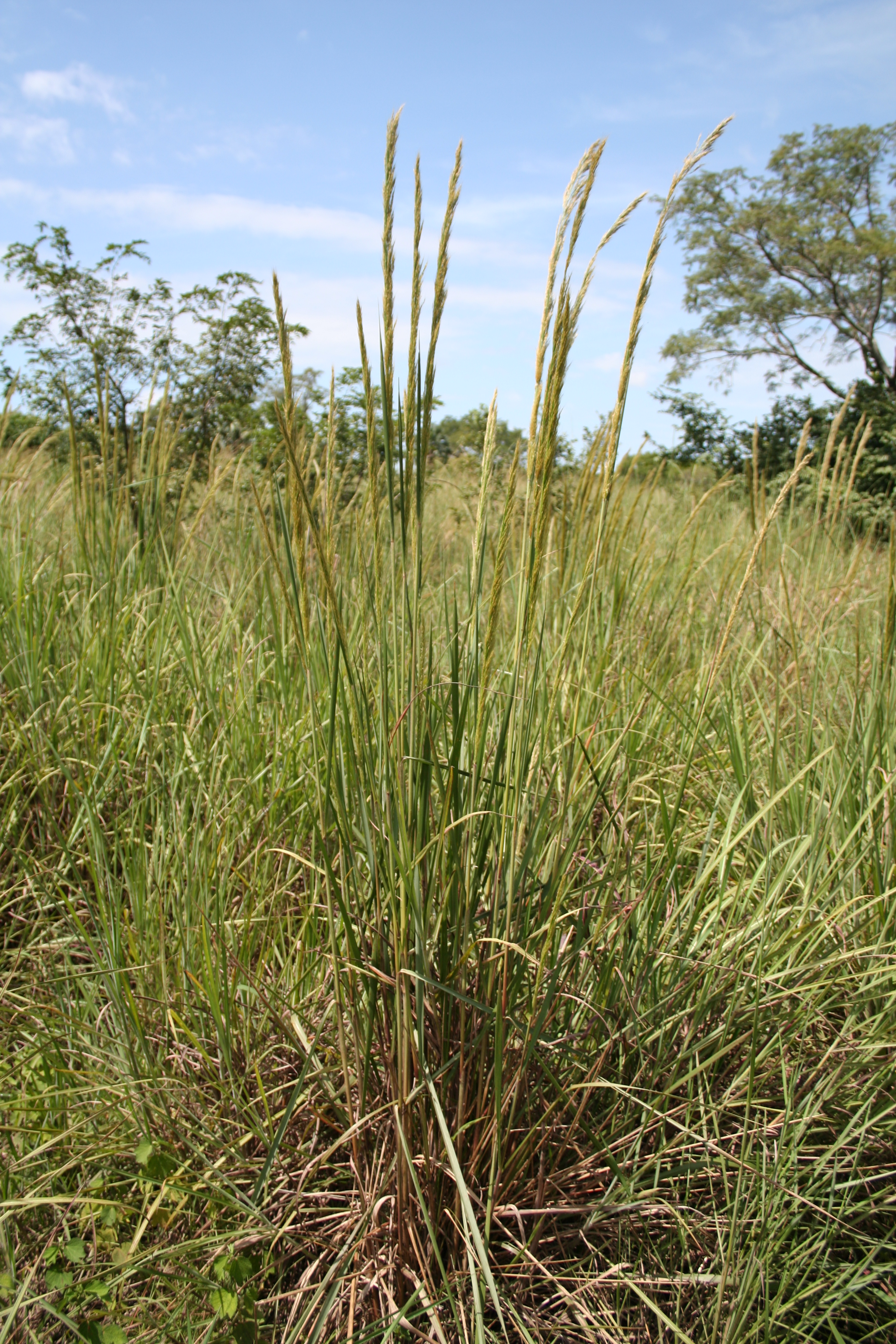
Panicum phragmitoides.

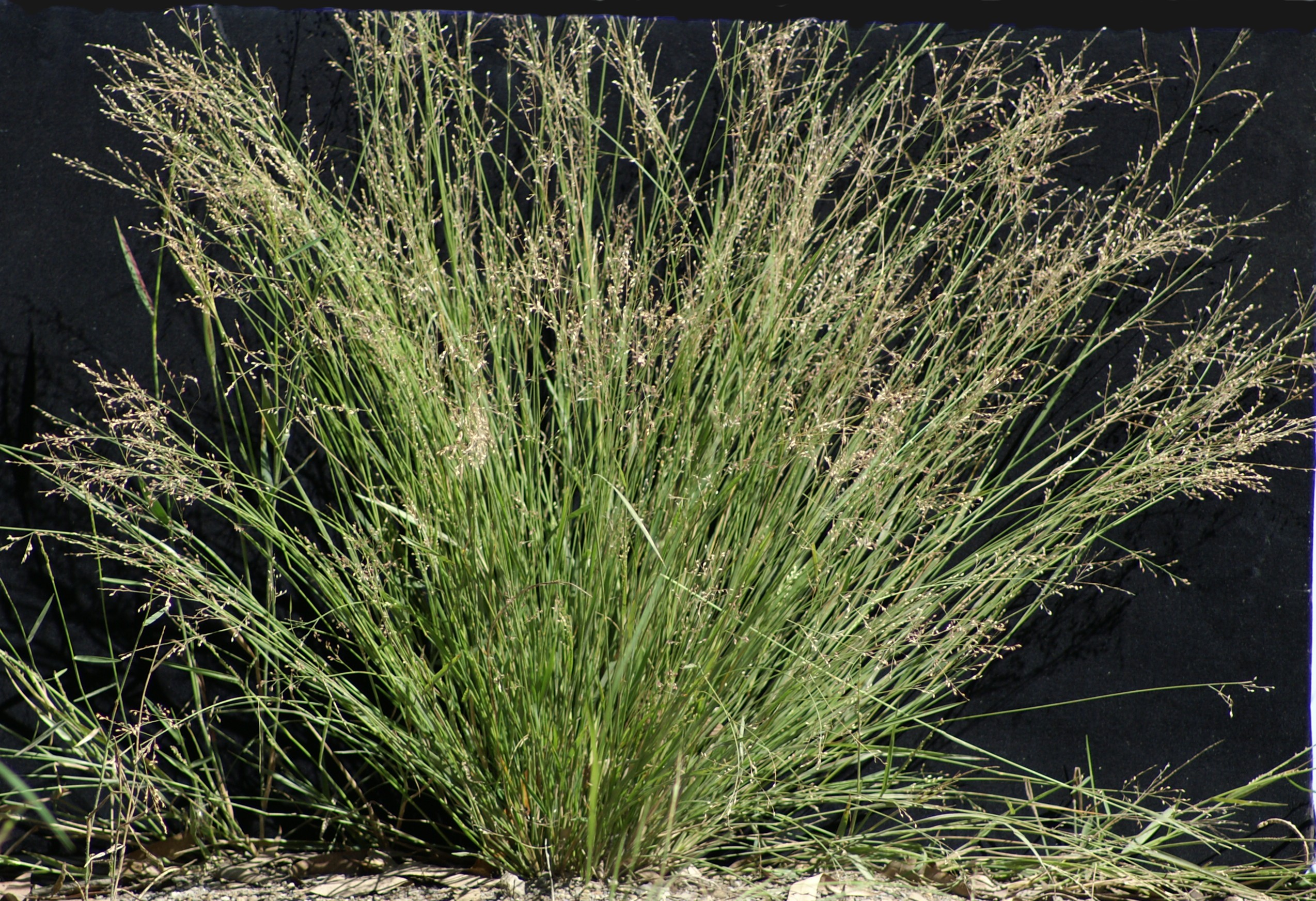
Panicum simile.

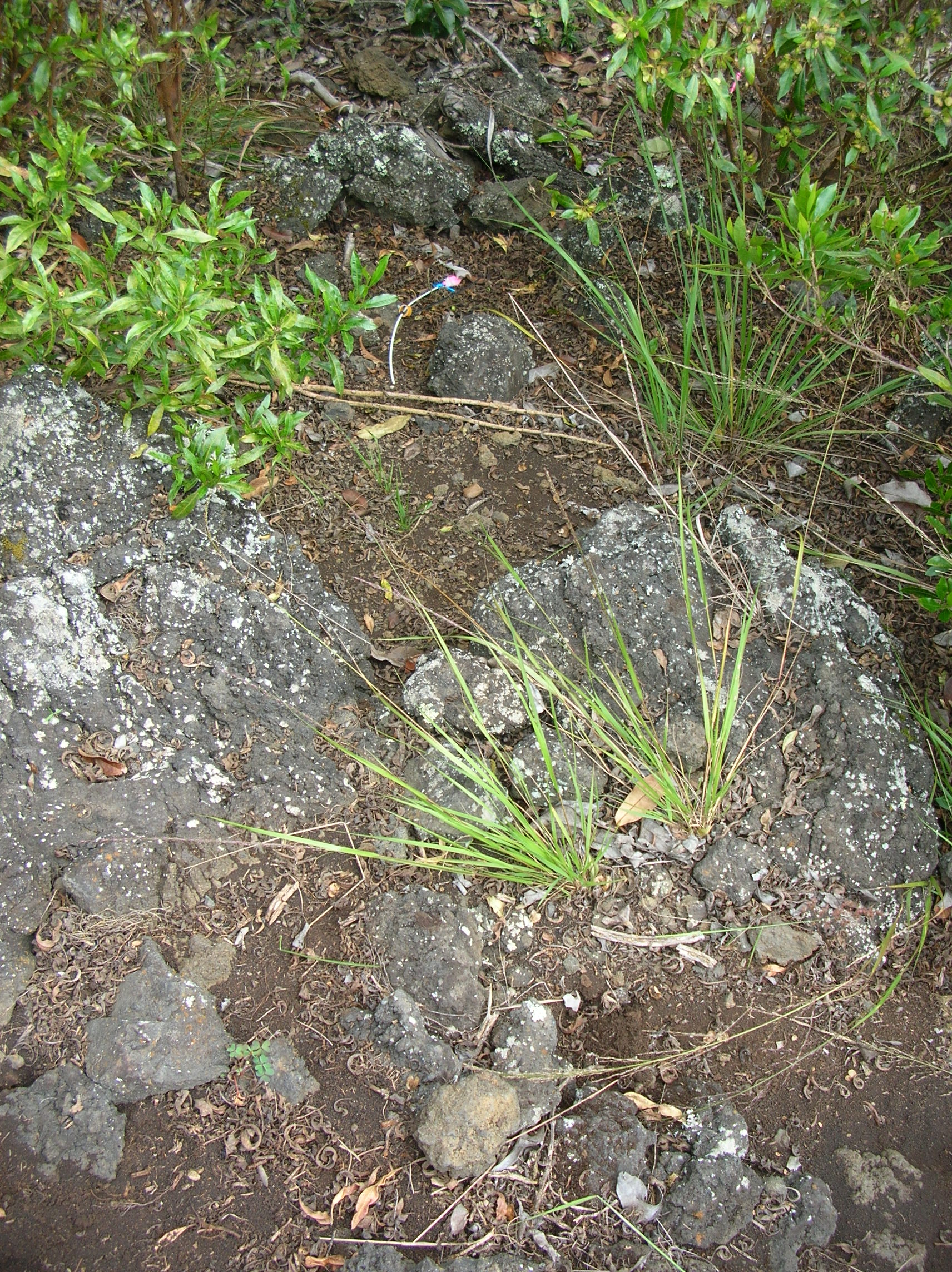
Panicum tenuifolium.

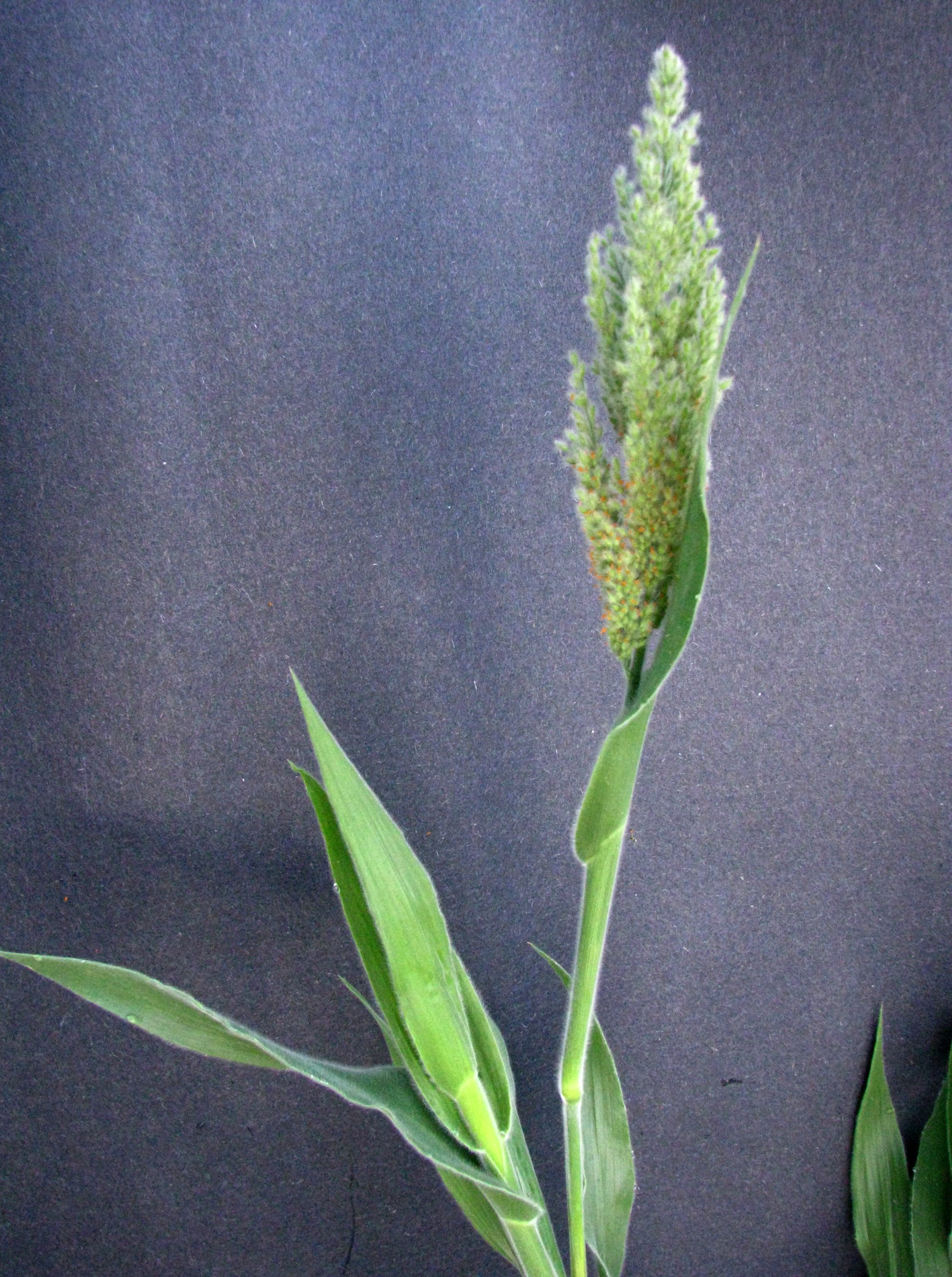
Panicum torridum.

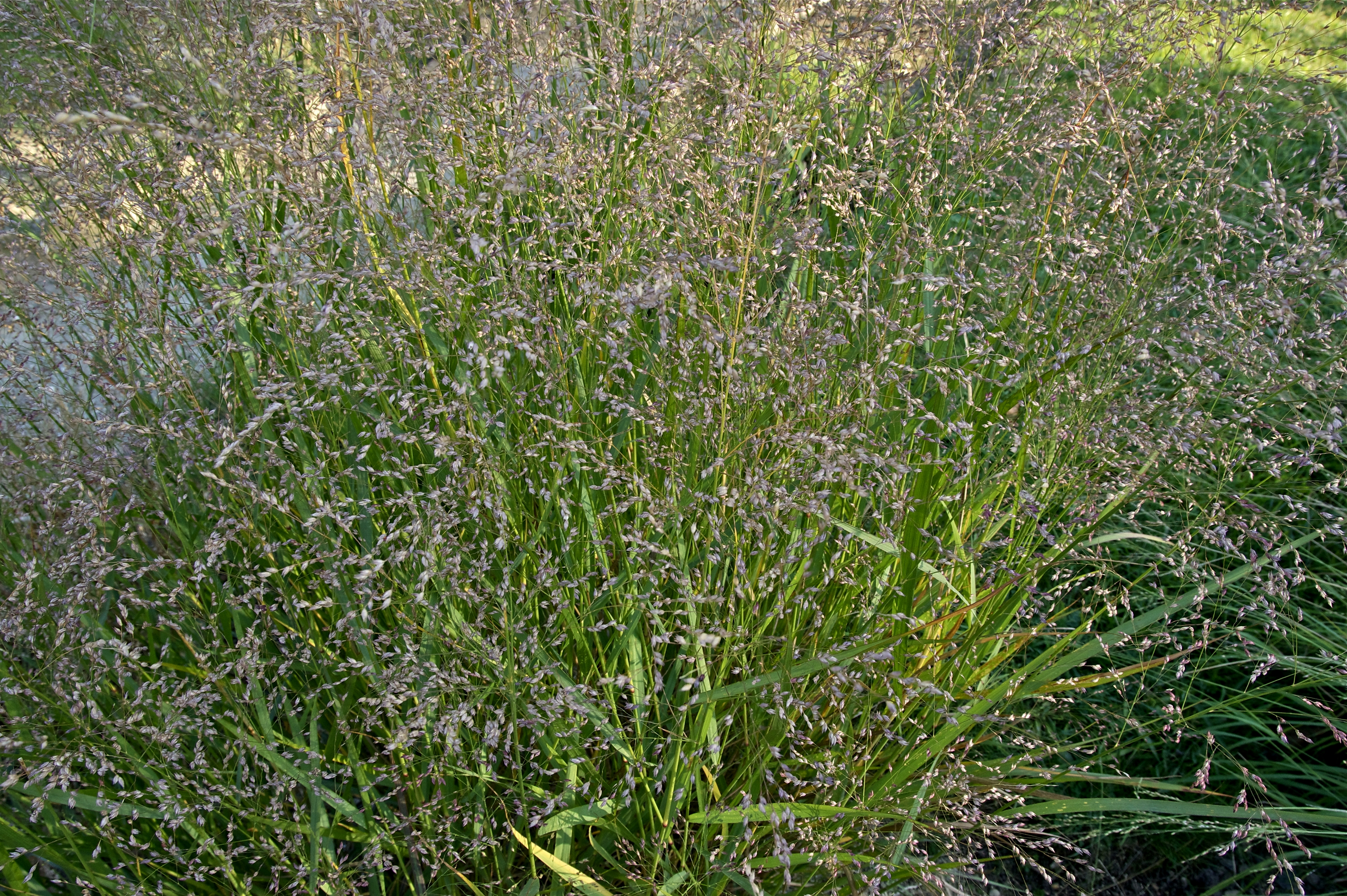
Panicum virgatum

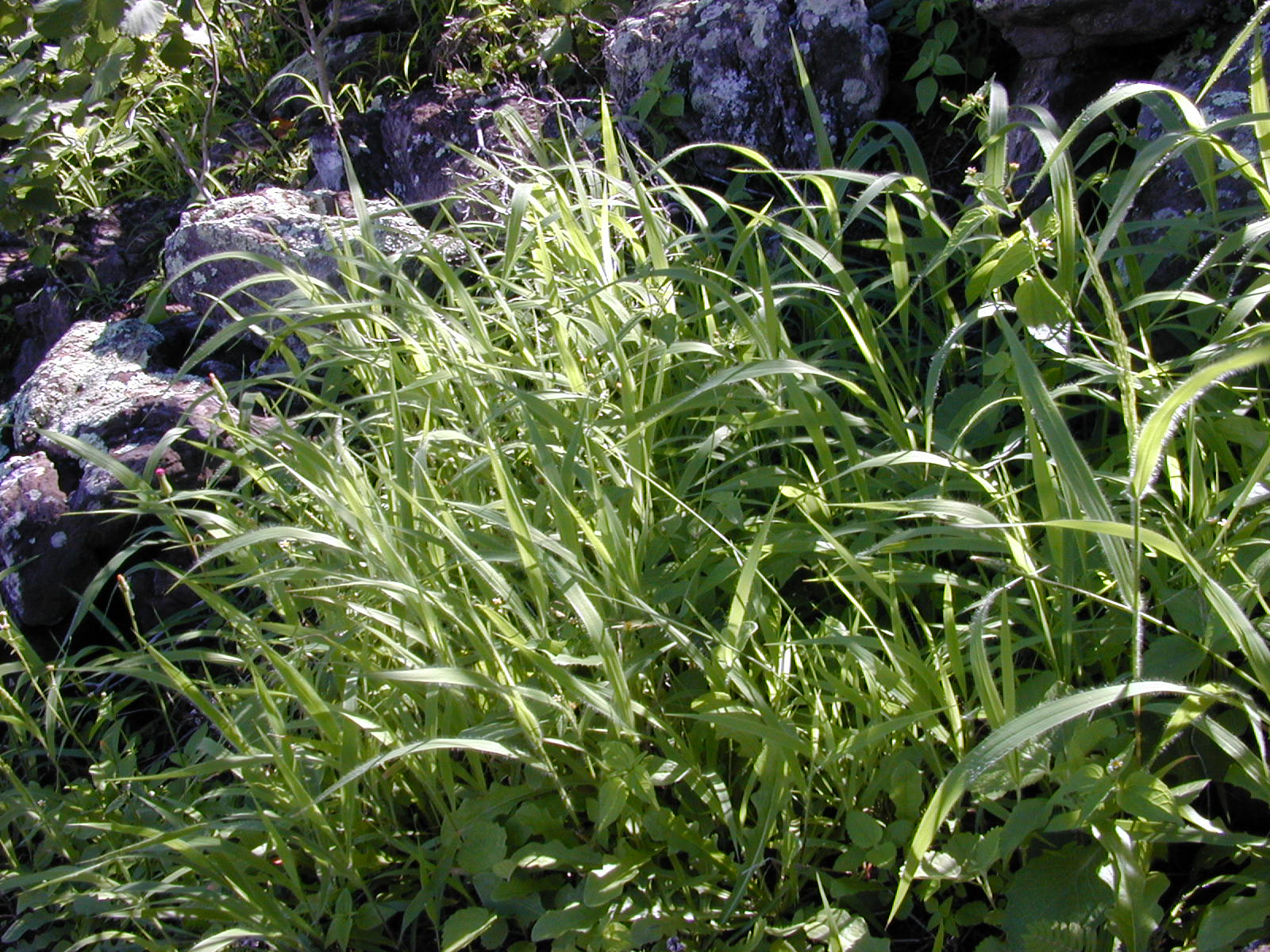
Panicum xerophilum.

## Liste des espèces acceptées
Selon The Plant List :
- Haut – A
- B
- C
- D
- E
- F
- G
- H
- I
- J
- K
- L
- M
- N
- O
- P
- Q
- R
- S
- T
- U
- V
- W
- X
- Y
- Z

## A
- Panicum abscissum Swallen
- Panicum aciculare Desv.
- Panicum acicularifolium Renvoize & Zuloaga
- Panicum acostia R.D.Webster
- Panicum acrotrichum Hook.f.
- Panicum acuminatum Sw.
- Panicum adenophorum K.Schum.
- Panicum adenorhachis Zuloaga & Morrone
- Panicum aequinerve Nees
- Panicum aequivaginatum Swallen
- Panicum afzelii Sw.
- Panicum agrostoides Spreng.
- Panicum alatum Zuloaga & Morrone
- Panicum aldabrense Renvoize
- Panicum altum Hitchc. & Chase
- Panicum amarum Elliott – bitter panicum
- Panicum ambositrense A.Camus
- Panicum amoenum Balansa
- Panicum anabaptistum Steud.
- Panicum anceps Michx. – beaked panicum
- Panicum andreanum Mez
- Panicum andringitrense A.Camus
- Panicum animarum Renvoize
- Panicum antidotale Retz. – blue panicum
- Panicum aquarum Zuloaga & Morrone
- Panicum aquaticum Poir.
- Panicum arctum Swallen
- Panicum arcurameum Stapf
- Panicum aristellum Döll
- Panicum arundinariae E.Fourn.
- Panicum assumptionis Stapf
- Panicum assurgens Renvoize
- Panicum atrosanguineum Hochst. ex A.Rich.
- Panicum auricomum Nees ex Trin.
- Panicum auritum J.Presl ex Nees
- Panicum aztecanum Zuloaga & Morrone

## B
- Panicum bahiense Renvoize
- Panicum bambusiculme Friis & Vollesen
- Panicum bambusiusculum Stapf
- Panicum bartlettii Swallen
- Panicum bartowense Scribn. & Merr.
- Panicum bathiei A.Camus
- Panicum bechuanense Bremek. & Oberm.
- Panicum beecheyi Hook. & Arn.
- Panicum bergii Arechav.
- Panicum beyeri C.L.Hitchc. & Ekman
- Panicum biglandulare Scribn. & J.G.Sm.
- Panicum bisulcatum Thunb.
- Panicum bombycinum B.K.Simon
- Panicum boreale Nash
- Panicum boscii Poir.
- Panicum brachyanthum Steud.
- Panicum brachystachyum Trin.
- Panicum brazzavillense Franch.
- Panicum bresolinii L.B.Sm. & Wassh.
- Panicum brevifolium L.
- Panicum bulbosum Kunth
- Panicum bullockii Renvoize
- Panicum buncei F.Muell. ex Benth.

## C
- Panicum caaguazuense Henrard
- Panicum cabrerae Zuloaga & Morrone
- Panicum callosum Hochst. ex A.Rich.
- Panicum calocarpum Berhaut
- Panicum calvum Stapf
- Panicum campestre Nees ex Trin.
- Panicum caparaoense Zuloaga & Morrone
- Panicum capillare L. – witchgrass, tumbleweed[2]
- Panicum capillarioides Vasey
- Panicum caricoides Nees ex Trin.
- Panicum carneovaginatum Renvoize
- Panicum caudiglume Hack.
- Panicum cayennense Lam.
- Panicum cayoense Swallen
- Panicum cervicatum Chase
- Panicum chambeshii Renvoize
- Panicum chapadense Swallen
- Panicum chaseae Roseng., B.R.Arrill. & Izag.
- Panicum chillagoanum B.K.Simon
- Panicum chionachne Mez
- Panicum chloroleucum Griseb.
- Panicum chnoodes Trin.
- Panicum cinctum Hack.
- Panicum cipoense Renvoize & Send.
- Panicum clandestinum L.
- Panicum claytonii Renvoize
- Panicum colonum L.
- Panicum coloratum L.
- Panicum combsii Scribn. & C.R.Ball
- Panicum commutatum Schult.
- Panicum comorense Mez
- Panicum complanatum Guglieri, Longhi-Wagner & Zuloaga
- Panicum condensatum Bertol.
- Panicum congestum Renvoize
- Panicum congoense Franch.
- Panicum cordovense E.Fourn.
- Panicum crateriferum Sohns
- Panicum cristatellum Keng
- Panicum crus-galli L. – Panic pied-de-coq
- Panicum cucaense Zuloaga & Morrone
- Panicum cumbucanum Renvoize
- Panicum cupressifolium A.Camus
- Panicum curviflorum Hornem.
- Panicum cyanescens Nees ex Trin.
- Panicum cynodon Reichardt

## D
- Panicum davidsei Zuloaga & Morrone
- Panicum decaryanum A.Camus
- Panicum deciduum Swallen
- Panicum decolorans Kunth
- Panicum decompositum R.Br.
- Panicum delicatulum Fig. & De Not.
- Panicum depauperatum Muhl.
- Panicum deustum Thunb.
- Panicum dewinteri J.G.Anderson
- Panicum dichotomiflorum Michx.
- Panicum dichotomum L.
- Panicum diffusum Sw.
- Panicum dinklagei Mez
- Panicum discrepans Döll
- Panicum dorsense S.M.Phillips
- Panicum dregeanum Nees
- Panicum durifolium Renvoize & Zuloaga

## E
- Panicum ecklonii Nees
- Panicum effusum R.Br. – hairy panic
- Panicum eickii Mez
- Panicum elegantissimum Hook.f.
- Panicum elephantipes Nees ex Trin.
- Panicum eliasi A.B. Leonard
- Panicum eligulatum N.E.Br.
- Panicum ensifolium Elliott
- Panicum ephemeroides Zuloaga & Morrone
- Panicum ephemerum Renvoize
- Panicum erectifolium Nash
- Panicum euprepes Renvoize
- Panicum exiguum Mez

## F
- Panicum fauriei Hitchc. – Panic de Faurie
- Panicum filifolium Clayton
- Panicum fischeri Bor
- Panicum flacciflorum Stapf
- Panicum flexile (Gatt.) Scribn.
- Panicum fluviicola Steud.
- Panicum fontanale Swallen
- Panicum fonticola Swallen
- Panicum funaense Vanderyst
- Panicum furvum Swallen

## G
- Panicum gardneri Thwaites
- Panicum genuflexum Stapf
- Panicum ghiesbreghtii E.Fourn.
- Panicum gilvum Launert
- Panicum glabripes Döll
- Panicum glanduliferum K.Schum.
- Panicum glandulopaniculatum Renvoize
- Panicum glaucocladum C.E.Hubb.
- Panicum glaziovii Hack.
- Panicum gouinii E.Fourn.
- Panicum graciliflorum Rendle
- Panicum grande Hitchc. & Chase
- Panicum grandiflorum (Hochst. ex A. Rich.) Baron
- Panicum graniflorum Stapf
- Panicum granuliferum Kunth
- Panicum griffonii Franch.
- Panicum guatemalense Swallen
- Panicum gymnocarpum Elliott

## H
- Panicum habrothrix Renvoize
- Panicum haenkeanum J.Presl
- Panicum hallii Vasey
- Panicum hanningtonii Stapf
- Panicum haplocaulos Pilg.
- Panicum havardii Vasey – Panic de Havard
- Panicum hayatae A.Camus
- Panicum hebotes Trin.
- Panicum heliophilum Chase ex Zuloaga & Morrone
- Panicum helopus Trin.
- Panicum hemitomon Schult.
- Panicum hillebrandianum Hitchc.
- Panicum hillmanii Chase
- Panicum hippothrix K.Schum. ex Engl.
- Panicum hirstii Swallen
- Panicum hirsutum Sw.
- Panicum hirticaule J.Presl – Panic mexicain
- Panicum hirtum Lam.
- Panicum hispidifolium Swallen
- Panicum hochstetteri Steud.
- Panicum homblei Robyns
- Panicum humbertii A. Camus
- Panicum humidorum Buch.-Ham. ex Hook.f.
- Panicum humile Steud.
- Panicum hygrocharis Steud.
- Panicum hylaeicum Mez
- Panicum hymeniochilum Nees

## I
- Panicum ibitense A.Camus
- Panicum ichunense Swallen
- Panicum impeditum Launert
- Panicum inaequilatum Stapf & C.E.Hubb.
- Panicum incisum Munro ex C.B.Clarke
- Panicum incomtum Trin.
- Panicum incumbens Swallen
- Panicum infestum Andersson
- Panicum irregulare Swallen
- Panicum isachnoides Hildebr.
- Panicum issongense Pilg.
- Panicum itatiaiae Swallen

## J
- Panicum jauanum Davidse

## K
- Panicum kalaharense Mez
- Panicum kasumense Renvoize
- Panicum khasianum Munro ex Hook.f.
- Panicum konaense Whitney & Hosaka
- Panicum koolauense H.St.John & Hosaka

## L
- Panicum lachnophyllum Benth.
- Panicum lacustre C.L.Hitchc. & Ekman
- Panicum laetum Kunth
- Panicum laevinode Lindl.
- Panicum lagostachyum Renvoize & Zuloaga
- Panicum lanipes Mez
- Panicum larcomianum Hughes
- Panicum laticomum Nees
- Panicum latifolium L.
- Panicum latissimum Spreng.
- Panicum latzii R.D.Webster
- Panicum laxiflorum Lam.
- Panicum leibergii (Vasey) Scribn.
- Panicum lepidulum Hitchc. & Chase
- Panicum leptachne Döll
- Panicum leptolomoides A.Camus
- Panicum ligulare Nees ex Trin.
- Panicum lineale H.St.John
- Panicum linearifolium Scribn.
- Panicum longiloreum M.M.Rahman
- Panicum longipedicellatum Swallen
- Panicum longissimum (Mez) Henrard
- Panicum longivaginatum H.St.John
- Panicum longum Hitchc. & Chase
- Panicum loreum Trin.
- Panicum lukwangulense Pilg.
- Panicum luridum Hack. ex Scott-Elliot
- Panicum lutzii Swallen
- Panicum luzonense J.Presl

## M
- Panicum machrisianum Swallen
- Panicum madipirense Mez
- Panicum magnispicula Zuloaga, Morrone & Valls
- Panicum mahafalense A.Camus
- Panicum malacophyllum Nash
- Panicum malacotrichum Steud.
- Panicum manongarivense A.Camus
- Panicum mapalense Pilg.
- Panicum marauense Renvoize & Zuloaga
- Panicum margaritiferum (Chiov.) Robyns
- Panicum massaiense Stapf
- Panicum maximum Jacq. – herbe de Guinée
- Panicum merkeri Mez
- Panicum mertensii Roth
- Panicum micranthum Kunth
- Panicum miliaceum L. – proso millet, common millet
- Panicum millegrana Poir.
- Panicum mindanaense Merr.
- Panicum missionum Ekman
- Panicum mitchellii Benth.
- Panicum mitopus K.Schum.
- Panicum mlahiense Renvoize
- Panicum mohavense Reeder
- Panicum molinioides Trin.
- Panicum monticola Hook.f.
- Panicum mucronulatum Mez
- Panicum mueense Vanderyst
- Panicum mystasipum Zuloaga & Morrone

## N
- Panicum natalense Hochst.
- Panicum neoperrieri A.Camus
- Panicum nephelophilum Gaudich.
- Panicum nervatum (Franch.) Stapf
- Panicum nervosum Lam.
- Panicum nigerense Hitchc.
- Panicum nigromarginatum Robyns
- Panicum niihauense H.St.John – lau 'ehu
- Panicum nodatum Hitchc. & Chase
- Panicum notatum Retz.
- Panicum noterophilum Renvoize
- Panicum novemnerve Stapf
- Panicum nudicaule Vasey
- Panicum nudiflorum Renvoize
- Panicum nutabundum Zuloaga & Morrone
- Panicum nymphoides Renvoize

## O
- Panicum obseptum Trin.
- Panicum obtusum Kunth – vine mesquite grass
- Panicum oligosanthes Schult.
- Panicum olyroides Kunth
- Panicum omega Renvoize
- Panicum orinocanum Luces
- Panicum ovale Elliott
- Panicum ovuliferum Trin.

## P
- Panicum paianum Naik & Patunkar
- Panicum palauense Ohwi
- Panicum paludosum Roxb.
- Panicum pampinosum Hitchc. & Chase
- Panicum pandum Swallen
- Panicum pansum Rendle
- Panicum pantrichum Hack.
- Panicum parcum Hitchc. & Chase
- Panicum parvifolium Lam.
- Panicum parviglume Hack.
- Panicum paucinode Stapf
- Panicum pearsonii F.Bolus
- Panicum pectinellum Stapf
- Panicum pedersenii Zuloaga
- Panicum pedicellatum Vasey
- Panicum peladoense Henrard
- Panicum pellitum Trin.
- Panicum penicillatum Nees ex Trin.
- Panicum perangustatum Renvoize
- Panicum peristypum Zuloaga & Morrone
- Panicum perlongum Nash
- Panicum perrieri A.Camus
- Panicum peteri Pilg.
- Panicum petersonii C.L.Hitchc. & Ekman
- Panicum petilum Swallen
- Panicum petrense Swallen
- Panicum petropolitanum Zuloaga & Morrone
- Panicum philadelphicum Bernh. ex Trin.
- Panicum phippsii Renvoize
- Panicum phoiniclados Naik & Patunkar
- Panicum phragmitoides Stapf
- Panicum piauiense Swallen
- Panicum pilgeri Mez
- Panicum pilgerianum (Schweick.) Clayton
- Panicum pilosum Sw.
- Panicum pinifolium Chiov.
- Panicum pleianthum Peter
- Panicum plenum Hitchc. & Chase
- Panicum poioides Stapf
- Panicum pole-evansii C.E.Hubb.
- Panicum poliophyllum Renvoize & Zuloaga
- Panicum polyanthes Schult.
- Panicum polycomum Trin.
- Panicum polygonatum Schrad.
- Panicum porphyrrhizos Steud.
- Panicum portoricense Desv. ex Ham.
- Panicum praealtum Afzel. ex Sw.
- Panicum prionitis Nees
- Panicum prolutum F.Muell.
- Panicum pseudisachne Mez
- Panicum pseudoracemosum Renvoize
- Panicum pseudowoeltzkowii A.Camus
- Panicum pulchellum Raddi
- Panicum pusillum Hook.f.
- Panicum pycnoclados Tutin
- Panicum pygmaeum R.Br.
- Panicum pyrularium Hitchc. & Chase

## Q
- Panicum quadriglume (Döll) Hitchc.
- Panicum queenslandicum Domin

## R
- Panicum racemosum (P.Beauv.) Spreng.
- Panicum ramosum L.
- Panicum ramosius Hitchc.
- Panicum ravenelii Scribn. & Merr.
- Panicum repens L. – millet rampant
- Panicum restingae Renvoize & Zuloaga
- Panicum rhizogonum Hack.
- Panicum rigidum Balf.f.
- Panicum rivale Swallen
- Panicum robustum B.K.Simon
- Panicum robynsii A.Camus
- Panicum rudgei Roem. & Schult.
- Panicum rupestre Trin.
- Panicum ruspolii Chiov.

## S
- Panicum sabulorum Lam.
- Panicum sacciolepoides Renvoize & Zuloaga
- Panicum sadinii (Vanderyst) Renvoize
- Panicum sarmentosum Roxb.
- Panicum scabridum Döll
- Panicum scabriusculum Elliott
- Panicum schinzii Hack.
- Panicum schwackeanum Mez
- Panicum sciurotis Trin.
- Panicum sciurotoides Zuloaga & Morrone
- Panicum scoparium Lam.
- Panicum sellowii Nees
- Panicum seminudum Domin
- Panicum shinyangense Renvoize
- Panicum simile Domin
- Panicum simulans Smook
- Panicum sipapoense Swallen
- Panicum smithii M.M.Rahman
- Panicum socotranum Cope
- Panicum soderstromii Zuloaga & Send.
- Panicum sparsicomum Nees ex Steud.
- Panicum spergulifolium A.Camus
- Panicum sphaerocarpon Elliott
- Panicum spongiosum Stapf
- Panicum stagnatile Hitchc. & Chase
- Panicum stapfianum Fourc.
- Panicum stenodes Griseb.
- Panicum stevensianum Hitchc. & Chase
- Panicum steyermarkii Swallen
- Panicum stigmosum Trin.
- Panicum stipiflorum Renvoize
- Panicum stoloniferum Poir.
- Panicum stramineum Hitchc. & Chase
- Panicum strictissimum Afzel. ex Sw.
- Panicum strigosum Muhl. ex Elliott
- Panicum subalbidum Kunth
- Panicum subflabellatum Stapf
- Panicum subhystrix A.Camus
- Panicum sublaeve Swallen
- Panicum subtilissimum Renvoize
- Panicum subtiramulosum Renvoize & Zuloaga
- Panicum subulatum Spreng.
- Panicum subxerophilum Domin
- Panicum sumatrense Roth – petit millet
- Panicum superatum Hack.
- Panicum surrectum Zuloaga & Morrone

## T
- Panicum tamaulipense F.R.Waller & Morden
- Panicum telmatum Swallen
- Panicum tenellum Lam.
- Panicum tenerum Beyr. ex Trin.
- Panicum tenuifolium Hook. & Arn.
- Panicum tepuianum Davidse & Zuloaga
- Panicum teretifolium Hack.
- Panicum tijucae Renvoize
- Panicum torridum Gaudich.
- Panicum trachyrhachis Benth.
- Panicum trhachyrachis Benth.
- Panicum trichanthum Nees
- Panicum trichidiachne Döll
- Panicum trichocladum K.Schum.
- Panicum trichoides Sw.
- Panicum tricholaenoides Steud.
- Panicum trichonode Launert & Renvoize
- Panicum trinii Kunth
- Panicum turgidum Forssk.
- Panicum umbonulatum Swallen
- Panicum urvilleanum Kunth

## V
- Panicum vaginiviscosum Renvoize & Zuloaga
- Panicum validum Mez
- Panicum vaseyanum Scribn. ex Beal
- Panicum vatovae Chiov.
- Panicum venezuelae Hack.
- Panicum verrucosum Muhl.
- Panicum virgatum L. – millet vivace
- Panicum viscidellum Scribn.
- Panicum voeltzkowii Mez
- Panicum vollesenii Renvoize
- Panicum volutans J.G.Anderson

## W
- Panicum wettsteinii Hack.
- Panicum wiehei Renvoize
- Panicum wilcoxianum Vasey

## X
- Panicum xanthophysum A.Gray
- Panicum xerophilum (Hildebr.) Hitchc.

## Y
- Panicum yavitaense Swallen

## Z
- Panicum zambesiense Renvoize